# Donald Pettit
Donald Roy Pettit (Silverton, 20 de abril de 1955) é um astronauta norte-americano veterano de três missões espaciais.
Engenheiro químico formado pela Universidade do Oregon, seu estado natal, Pettit trabalhou como cientista no Laboratório Nacional de Los Alamos até 1996, quando foi selecionado pela NASA como candidato a astronauta.
Sua primeira ida ao espaço aconteceu em 24 de novembro de 2002 , a bordo da nave Endeavour, quando fez parte da tripulação da Expedição 6 e permaneceu até 4 de maio de 2003 em órbita na ISS, como especialista de missão. Durante seu período a bordo, ele fez duas caminhadas no espaço para instalar equipamentos científicos externos da ISS. Retornou à Terra integrando a tripulação da Soyuz TMA-1.
No seu tempo livre em órbita, Pettit fez diversas experiências com esferas cheias de água em gravidade zero, que ele chamou de “Ciência das Manhãs de Sábado”.
Em 15 de novembro de 2008, ele foi novamente ao espaço como especialista de missão da STS-126 Endeavour, para um trabalho de reparos e expansão das acomodações da ISS, de maneira a permitir que ela fosse ocupada por uma tripulação com maior número de astronautas a partir de 2009.
Sua terceira missão espacial iniciou-se em 21 de dezembro de 2012 como engenheiro de voo da nave russa Soyuz TMA-03M, junto com os astronautas André Kuipers e Oleg Kononenko, para nova permanência de seis meses na ISS, como integrante das Expedições 30 e 31. Após mais de seis meses participando das duas expedições, Pettit retornou à Terra com a tripulação da TMA-03, que pousou nas estepes do Cazaquistão às 14:14 (hora local) de 1 de julho de 2012, numa área remota perto da cidade de  Dzhezkazgan. A tripulação, que passou 193 dias no espaço, 191 deles a bordo da ISS, foi recebida pelas equipes de apoio da NASA e da Roskosmos.